# Emma Portner
Emma Portner (Ottawa, 26 de noviembre de 1994) es una bailarina y coreógrafa profesional canadiense.

## Primeros años
Portner nació en Ottawa, Ontario, Canadá, y comenzó a bailar cuando tenía tres años. Comenzó a bailar en un estudio competitivo en Ottawa antes de pasar sus veranos con el Ballet Nacional de Canadá. Mientras estaba en Ottawa, también asistió al programa de artes especializado de Canterbury High School en su corriente de baile. Cuando tenía 17 años, se mudó de Ottawa, Ontario a la ciudad de Nueva York para entrenar en el Alvin Ailey American Dance Theater. Se retiró después de 5 meses para comenzar su carrera profesional.

## Carrera profesional
Portner creó algunas de las coreografías de Bat Out of Hell: The Musical de Jim Steinman. En 2015, coreografió y protagonizó el video musical de Justin Bieber para su canción «Life is Worth Living». También creó la coreografía para la gira Purpose World Tour de Bieber.
En el 2019, fue nominada a la «Mejor bailarina» del año del Arena Dance Competition. La revista Paper también incluyó a Portner en «Predicciones PAPER: 100 personas a seguir en 2019». Portner ha aparecido en las portadas de las revistas Dance Spirit y Dance Magazine.
Al 2020, su trabajo se ha mostrado en una variedad de entornos, incluidos Apple, Netflix, Vogue, Sony Pictures, televisión nocturna y ballet profesional. Ha dirigido movimientos de estrellas de la música independiente como Blood Orange, Maggie Rogers, Half Alive y BANKS y ha actuado en lugares prestigiosos como el Museo Guggenheim, Jacob's Pillow, la Ópera de Oslo, el New York City Center y el Teatro de los Campos Elíseos.
En 2021, la primera obra de ballet y aclamada obra de Portner, Islands para el Ballet Nacional de Noruega, fue seleccionada para una gira con los coreógrafos Crystal Pite, Jiri Kylian y Ohad Naharin. A los 26 años, recibió una crítica entusiasta que decía que «Emma Portner brilla más en el desife de estrellas de Dialogues» y «en una noche llena de movimiento, uno de los coreógrafos menos conocidos se destacó».
En 2021, Portner interpretó a Gozer en Ghostbusters: Afterlife, un papel compartido con una Olivia Wilde no acreditada y vocalmente con Shohreh Aghdashloo.

## Vida personal
En enero de 2018, Elliot Page anunció su matrimonio con Portner en una fecha no especificada. La pareja se conoció después de que Page notó a Portner en Instagram. En diciembre de 2020, Page se declaró públicamente como un hombre transgénero y no binario, y Portner expresó su apoyo mientras la pareja se había separado en el verano del mismo año. Page solicitó el divorcio en enero de 2021, y el divorcio se consumó poco después.
Portner se ha identificado previamente como lesbiana. Después de que Page se declaró transgénero y no binario, Portner declinó hablar públicamente sobre su propia identidad de género y orientación sexual.